# Diourou
Diourou est un village du Sénégal situé en Basse-Casamance. Il fait partie de la communauté rurale de Tenghory, dans l'arrondissement de Tenghory, le département de Bignona et la région de Ziguinchor.

## Géographie

### Localisation
Diourou se trouve à 7 km (dont 3 km de piste) à l'ouest de Bignona en prenant la route nationale 5 qui va vers Diouloulou et la frontière gambienne.
La piste qui mène à Diourou longe le marigot de Bignona sur sa gauche.
Les localités les plus proches sont Koutenghor, Tendimane, Djimakakor et Tendième.
Diourou fait partie de la zone située au Nord-Ouest de Bignona appelée Yeumeukey (le grand rassemblement).

### Climat
| Mois                                | jan. | fév. | mars | avril | mai  | juin | jui. | août | sep. | oct. | nov. | déc. |
| ----------------------------------- | ---- | ---- | ---- | ----- | ---- | ---- | ---- | ---- | ---- | ---- | ---- | ---- |
| Température minimale moyenne (°C)   | 15   | 15,9 | 17,8 | 19,1  | 21,2 | 22,8 | 23   | 22,7 | 22,5 | 22,4 | 19,9 | 16,1 |
| Température moyenne (°C)            | 23,8 | 25,2 | 26,9 | 27,4  | 27,8 | 27   | 26,5 | 26,8 | 26,8 | 27,4 | 26,8 | 24,1 |
| Température maximale moyenne (°C)   | 32,7 | 34,6 | 36   | 35,8  | 34,8 | 32,9 | 31   | 30,3 | 31,1 | 32,5 | 33,7 | 32,2 |
| Précipitations (mm)                 | 0    | 0    | 0    | 0     | 6    | 92   | 271  | 388  | 278  | 84   | 5    | 1    |
| Nombre de jours avec précipitations | 0    | 0    | 0    | 0     | 1    | 12   | 27   | 29   | 27   | 12   | 0    | 1    |

Entre le plus sec et le plus humide des mois, l'amplitude des précipitations est de 388 mm. Une variation de 4,2 °C est enregistrée sur l'année. 28 °C font du mois de Mai le plus chaud de l'année. Au mois de Janvier, la température moyenne est de 23,8 °C. Janvier est de ce fait le mois le plus froid de l'année. Entre le plus sec et le plus humide des mois, l'amplitude des précipitations est de 388 mm. Une variation de 4,2 °C est enregistrée sur l'année.

### Voie de communication et transport
Diourou se situe en bordure de la piste qui relie la nationale 5 à Balinghore. Cette piste longe le marigot de Bignona puis retrouve une route bitumée à l'entrée sud de Balinghore.
| Ville      | Kilométrage | Temps de conduite                                                                                        |
| ---------- | ----------- | --- |
| Bignona    | 7 km        | 0 h 15 actuellement en 2018                                                                              |
| Ziguinchor | 33 km       | 0 h 40                                                                                                   |
| Kolda      | 177 km      | 2 h 45                                                                                                   |
| Dakar      | 410 km      | 7 h 30 via le pont de farafenni actuellement en construction et 12 h 45 via Tambacouda, Kaolack (865 km) |

Le village compte peu de véhicule parmi les résidents. Pour se déplacer vers Bignona, ils sont dans l'obligation de faire appel à des taxis (très chers), mais également aux "taximen" à moto. Ces motos de marque KTM venant de Chine sont communément appelées Jakarta et leurs pilotes taximen sont donc appelés "Jakartamen",.
Faute de moyen financier, la plupart de la population se déplace à vélo ou à pied.
Un jakartaman réside à Diourou. Mathurin assure en partie les transports vers Bignona pour les résidents.

## Urbanisme

### Morphologie
Le village est composé de plusieurs quartiers. Chaque quartier pouvant à son tour avoir des sous-quartiers (correspondants souvent aux concessions familiales).
En venant de Bignona, on trouve les quartiers de :
- Yundum
- Bousonghaï
- Elinkine
- Bafatay
- Loulo - Divisé en Bassène, Lymeu, Kassana et Kett
- Bindago

### Familles et logements
La vie quotidienne du village s'organise au sein de la concession qui constitue l'unité de résidence. Placée sous l'autorité d'un aîné, appelé chef de concession, celle-ci se caractérise par un regroupement de maisons abritant les membres d'un même lignage paternel. La taille d'une concession dépend du nombre de foyers (et de maisons) qu'elle rassemble. Chaque concession possède ses propres terres et l'aîné de la concession les affecte en fonction des besoins de chacun des foyers de la concession.
Patronymes des familles au village en 2018 :
- Badji
- Bodian
- Coly
- Diedhiou
- Diémé
- Sané
- Sagna
- Sow (Peul)

## Toponymie
Le nom de Diourou signifierait en Diola Fogny « ceux qui savent accueillir ».

## Population et société

### Démographie
Lors du dernier recensement (2002), la localité comptait 481 habitants et 67 ménages.

### Enseignement
- Le village de Diourou possède une école élémentaire. Elle forme les élèves du cours préparatoire (CP) au cours moyen 2ème année (CM2) avec deux classes multi-niveaux et une trentaine d’élèves.

- L'association ARBRES(Association pour le Renforcement des Bois et le Rétablissement des Écosystèmes au Sénégal) est intervenue à l'école de Diourou pour sensibiliser les élèves aux écosystèmes[5].

- En 2017, l'association "A la croisée des écoles" a soutenu l'école en apportant des fournitures pour les élèves et du matériel pédagogique pour les classes[6].

### Santé
Le village possède une « case de santé ».  La case de santé est la structure de base de la pyramide de santé au Sénégal. Celle de Diourou est divisée en deux parties ; la 1ère réservée à l’Agent de Santé Communautaire (ASC) et la 2e destinée à la matrone du village.
Dominique, l’Agent de Santé Communautaire (ASC) est chargé du traitement des patients sur place et de l’aiguillage vers l’hôpital de Bignona des cas nécessitant un traitement par un prestataire clinique. Il fournit les soins préventifs et la sensibilisation dans le village. L’agent de santé communautaire a reçu une formation et est chargé de dispenser des soins curatifs de base, des soins préventifs et promotionnels.
La matrone assure le suivi des grossesses, aide les femmes pendant l’accouchement, fait la promotion de la planification familiale, fournit des soins préventifs et la sensibilisation dans la communauté (comme les ASC). 

### Équipements du village
Chaque concession possède au minimum un puits. La profondeur des puits à Diourou varie de 8/10 mètres pour les moins profonds (partie basse du village) à 15/20 mètres dans la partie haute(Binndago).
Certains puits de Diourou ont pu être réalisés avec l'aide d'associations françaises comme Sahel-rouergue de Villefranche-de-Rouergue en Aveyron et Kassumay de Grenoble en Isère,,.
L’eau courante distribuée par la SDE (Sénégalaise des eaux) est disponible depuis 2015. Chaque maison qui en fait la demande est équipée d’un robinet extérieur.
Une décortiqueuse de riz est présente au village. Elle est utilisée par la communauté villageoise lors des campagnes de récolte du riz.

### Sports
Diourou possède un terrain de football sommaire ; Un espace stabilisé en sable équipé de cages de football réalisées avec des essences locales. Le goal est ici appelé « le gardien des bois »…

### Culte
Les religions catholiques et musulmanes cohabitent harmonieusement à Diourou, comme dans beaucoup d’endroits au Sénégal.
L’église se situe à Loulo, dans la partie basse du village et la mosquée dans le quartier de Bindago.
La majorité de la population du village est toutefois de confession catholique.

### Manifestations culturelles et festivités
1er mai : Fête annuelle de l’église

## Politique et administration

### Chefferie et liste des chefs du village
Le chef de village est le représentant de l'autorité administrative dans le village. Il est notamment chargé de veiller à l'application de la loi, des mesures de police, des mesures sanitaires, des actions de développement et de protection de l'environnement. Il participe au recensement de la population et tient les cahiers de l'état civil. Il est également chargé de la collecte de l'impôt.
La chefferie actuelle du village est assurée par monsieur David DIEMÉ depuis 2015.
| Prénom et NOM | Années          | Faits marquants durant le mandat |
| ------------- | --------------- | -------------------------------- |
| David DIEMÉ   | 2010 - en cours |                                  |
| Antoine DIEMÉ | 1980 - 2010     |                                  |
| Ignace DIEMÉ  |                 |                                  |
| Emile DIEMÉ   |                 |                                  |
|               |                 |                                  |
|               |                 |                                  |

## Économie

### Agriculture
Les activités agricoles sont dominantes à Diourou. Chaque famille cultive les parcelles de la concession familiale principalement pendant la période d’hivernage (saison des pluies) de juin à septembre. Les productions sont essentiellement vivrières:
- Riziculture
- Manioc
- Arachide
- Une pépinière a été créée en 2015. Elle produit notamment des arbres fruitiers et des essences de reboisement. La qualité des plants proposés par Alain, lui permet de réaliser des ventes jusqu’à Kolda (175 km), Velingara (300 km) et même Tambacounda (400 km) dans le Sénégal oriental.

Les essences principales de la pépinière sont:
- Citronniers
- Manguiers Diourou (variété endémique et réputée de Diourou)
- Papayers
- Goyaviers
- Mandariniers
- Pamplemousses
- Bigaradiers (Orangers)
- Acajous du Sénégal ou Caïlcédrat (kaya senegalensis)
- Palmiers à huile
- Linkés
- Depuis 2018, le secteur maraîcher se développe au sein des « Jardins de Diourou ». Le GIE (groupement d’intérêt Economique) fondé par un français et un diourois de souche développe le maraîchage bio-intensif en planches permanentes sur la base de la méthode Fortier (les jardins de la grelinette).

- Un projet de porcherie est en cours de réalisation. Les bâtiments sont opérationnels, mais les précédentes épidémies de peste porcine africaine (PPA) en Casamance constituent un frein important à son développement.

En dépit de nombreuses tentatives, le virus de la PPA ne peut être cultivé à grande échelle et aucun vaccin n'est donc disponible. Pis encore l'absence d'une immunité post-infectieuse transforme tout survivant en porteur chronique. Dans ces conditions seules les règles de police sanitaire, toujours difficiles à appliquer, peuvent limiter l'extension de la maladie.
- Les femmes du village sont regroupées au sein du GIE Scott et exploitent une parcelle de terrain située à l'entrée du village[11].

### Commerce
A Diourou, une petite boutique existe. Elle permet aux villageois de se dépanner pour quelques produits essentiels du quotidien. Elle fait également office de buvette.

### Artisanat
Quelques métiers artisanaux que l'on trouve à Diourou :
- Couturières (Marie-Antoinette et Caroline)
- Maçonnerie générale (Marcel et Nicolas)
- Charbon de bois et moulage de briques (Saturnin)

### Tourisme
Diourou n’est pas une destination touristique traditionnelle.
Le village présente néanmoins des attraits pour ceux et celles qui souhaiteraient découvrir la vie rurale en basse-casamance.